# One More Light (bài hát)
"One More Light" là một bài hát của ban nhạc rock người Mỹ Linkin Park. Đây là ca khúc thứ 9 và là ca khúc tựa đề cho album phòng thu thứ 7 cùng tên, cũng như là đĩa đơn cuối cùng của họ với ca sĩ chính lâu năm Chester Bennington. Bài hát được đồng sáng tác với Eg White và được phát sóng trên đài phát thanh hit đương đại của Hoa Kỳ vào ngày 3 tháng 10 năm 2017 với tư cách là đĩa đơn thứ 3 cũng như cuối cùng của album. Đây là đĩa đơn thứ 2 của Bennington được phát hành sau khi ông qua đời.
Video âm nhạc của bài hát này cũng được bình chọn là quán quân trong cuộc bình chọn Top 40 Video của Fuse năm 2017, cũng như được đề cử cho Video Rock hay nhất tại MTV Video Music Awards 2018.

## Hoàn cảnh
Cuối năm 2016, Shinoda tiết lộ rằng ông đã hợp tác với nhạc sĩ người Anh là Eg White trong một ca khúc. Trong một cuộc phỏng vấn trước khi đĩa đơn chính của album, "Heavy", được ra mắt, thì Shinoda đã tiết lộ rằng White đã hợp tác với ông cho bài hát "One More Light" trong thời điểm Brad Delson đang dự tang lễ của một người bạn với ban nhạc. Khi White hỏi ông muốn viết về điều gì, Shinoda nói rằng điều duy nhất ông có thể nghĩ đến là người bạn đã qua đời ấy. Ông cho rằng bài hát nói về việc, mặc dù cái chết không thể tránh khỏi là điều rất khủng khiếp, bạn vẫn cho họ biết rằng bạn quan tâm đến họ.

Sau đó ban nhạc tiết lộ rằng người bạn đó là Amy Zaret, một nghệ sĩ lâu năm 25 tuổi thuộc Warner Bros. Records đã qua đời vào tháng 10 năm 2015 sau khi được chẩn đoán bị ung thư. Shinoda nói rằng, 
| “ | Chúng tôi có một người bạn làm trong hãng thu âm đã được một thời gian dài và làm quen với chúng tôi từ nhiều năm trước. Cô ấy khởi nghiệp trong nghề quảng cáo trên đài phát thanh và về cơ bản đã đưa chúng tôi đến các đài phát thanh địa phương ở miền Trung Tây Hoa Kỳ, sau đó cô được thăng tiến liên tục. Vào một thời điểm nào đó năm ngoái, tôi đột nhiên nghe tin rằng cô ấy bị ung thư - và rồi đột ngột cô ấy qua đời. Chúng tôi biết rằng chúng tôi buộc phải viết về sự việc đã xảy ra. Đó là một bài hát buồn, nhưng sự đền đáp là khi một điều gì đó bi kịch và đau đớn như thế xảy ra, điều quan trọng nhất cần làm là kết nối với những người bạn yêu thương và nhắc nhở họ rằng bạn quan tâm đến họ." | ” |

Ban nhạc đã gây ngạc nhiên cho một số người làm việc tại Warner với bài hát, và mọi người phản ứng rất xúc động với nó, một số người đã khóc, ôm nhau và kể lại những câu chuyện. Họ đã phát bài hát trên Jimmy Kimmel Live! và dành tặng nó cho người bạn quá cố Chris Cornell đã qua đời một ngày trước đó.
Sau khi ca sĩ chính Chester Bennington tự sát vào ngày 20 tháng 7 năm 2017, ban nhạc đã chọn "One More Light" làm đĩa đơn tiếp theo của họ. Shinoda đã viết: "One More Light được sáng tác với mong muốn gửi gắm tình cảm đến những người đã đánh mất một ai đó trong đời. Bây giờ chúng tôi thấy mình đang ở cùng hoàn cảnh với họ. Trong các sự kiện, tác phẩm, video và hình ảnh tưởng niệm, người hâm mộ trên toàn thế giới đã hướng về bài hát này như lời tuyên bố về tình yêu và sự ủng hộ dành cho ban nhạc cũng như tưởng nhớ người bạn thân yêu của chúng ta, Chester. Chúng tôi rất biết ơn và rất nóng lòng được gặp lại các bạn. " 
Vào ngày 25 tháng 10 năm 2017, DJ kiêm Nhà sản xuất người Mỹ và cộng tác viên của Linkin Park, Steve Aoki đã phát hành bản phối lại bài "One More Light" của anh, cũng là bài hát tưởng nhớ thứ 2 của anh dành cho Bennington sau bản mashup của anh, "Darker Than The Light That Never Bleeds", được phát hành 1 tháng trước đó.

## Video âm nhạc
Video âm nhạc chính thức được tải lên kênh YouTube chính thức của Linkin Park vào ngày 18 tháng 9 năm 2017, và được đạo diễn bởi Joe Hahn cùng Mark Fiore. Trong đó có cảnh quay Chester đang trình diễn giữa các fan, hình ảnh ông ở các liveshow như Live in Texas và Road to Revolution: Live at Milton Keynes, hình ảnh các video âm nhạc cũ "Burn It Down", "Waiting for the End" và "Powerless", cũng như hình ảnh ban nhạc qua các năm. Nói về việc làm ra video âm nhạc, Hahn đã phát biểu: 
| “ | Thật xúc động khi làm ra video này, và đặc biệt là khi xem lại nó. Tôi cảm thấy rằng khi vừa làm ra và vừa xem lại đó, chúng tôi không chỉ đối mặt với một trong những nỗi sợ hãi lớn nhất của mình mà còn giúp chúng tôi sử dụng khả năng của mình để mang lại chút ánh sáng cho những người cần nó. Khi chúng tôi tiến tới chương trình Hollywood Bowl và xa hơn nữa, tôi nghĩ về những người kết nối với ban nhạc, bên ngoài và bên trong vòng kết nối của chúng tôi. Video này là một cử chỉ thiện chí đối với những người muốn kết nối đó. | ” |

Sau khi phát hành, video đã đạt được 3 triệu lượt xem trên YouTube trong 24 giờ đầu tiên.
Tính đến tháng 5 năm 2021, video đã đạt hơn 200 triệu lượt xem trên YouTube.

### Video lời bài hát
Vào ngày 3 tháng 10 năm 2017, Linkin Park đã tải một video lời bài hát chính thức lên YouTube. Video này được tạo ra bởi Nicola Drilling và những người hâm mộ Linkin Park từ khắp nơi trên thế giới. Tính đến ngày 8 tháng 6 năm 2018, video lời đã có hơn 5 triệu lượt xem trên YouTube.

## Nhân sự
Ban nhạc
- Chester Bennington - ca sĩ chính
- Brad Delson - guitar, sản xuất
- Dave "Phoenix" Farrell - guitar bass
- Ông Hahn - mẫu, lập trình
- Mike Shinoda - hát bè, bàn phím, sản xuất

Nhạc sĩ bổ sung
- Guitar và piano bởi Eg White

Sản xuất
- Sáng tác: Mike Shinoda và Francis White
- Sản xuất: Mike Shinoda và Brad Delson
- Sản xuất giọng hát: Emily Wright
- Âm nhạc do Linkin Park thể hiện
- Giọng hát của Chester Bennington và Mike Shinoda
- Giọng hát của Chester được thu âm tại The Pool Recording Studio, London, UK
- Giọng hát của Mike được thu âm tại The Warehouse Studio, Vancouver, British Columbia, Canada
- Âm nhạc được thu âm tại Larrabee Studios, North Hollywood, CA và Sphere Studios, North Hollywood, CA
- Kỹ sư: Ethan Mates, Mike Shinoda và Josh Newell
- Trợ lý kỹ sư: Alejandro Baima
- Kỹ sư trợ lý của Studio B: Warren Willis
- Công nghệ trống phòng thu: Jerry Johnson
- Phối âm: Manny Marroquin tại Larrabee Studios, North Hollywood, CA
- Kỹ sư phối âm: Chris Galland được hỗ trợ bởi Jeff Jackson và Robin Florent

## Xếp hạng
| Bảng xếp hạng (2017–18)                           | Vị trí cao nhất |
| ------------------------------------------------- | --------------- |
| Australia (ARIA)                                  | 85              |
| Áo (Ö3 Austria Top 40)                            | 35              |
| Canada (Canadian Hot 100)                         | 91              |
| Cộng hòa Séc (Singles Digitál Top 100)            | 24              |
| Ecuador (National-Report)                         | 56              |
| France (SNEP)                                     | 111             |
| Đức (GfK)                                         | 51              |
| Hungary (Single Top 40)                           | 30              |
| Hungary (Stream Top 40)                           | 40              |
| Italy (FIMI)                                      | 79              |
| Philippines (Philippine Hot 100)                  | 55              |
| Bồ Đào Nha (AFP)                                  | 61              |
| Scotland (OCC)                                    | 49              |
| Slovakia (Singles Digitál Top 100)                | 37              |
| Thụy Sĩ (Schweizer Hitparade)                     | 48              |
| Hoa Kỳ Bubbling Under Hot 100 Singles (Billboard) | 4               |
| Hoa Kỳ Adult Pop Airplay (Billboard)              | 35              |
| Hoa Kỳ Hot Rock Songs (Billboard)                 | 6               |
| Hoa Kỳ Rock Airplay (Billboard)                   | 35              |

| Bảng xếp hạng (2017)          | Vị trí |
| ----------------------------- | ------ |
| US Hot Rock Songs (Billboard) | 26     |
| Bảng xếp hạng (2018)          | Vị trí |
| US Hot Rock Songs (Billboard) | 89     |
| Bảng xếp hạng (2019)          | Vị trí |
| Portugal (AFP)                | 906    |

## Chứng nhận
| Quốc gia                                                    | Chứng nhận | Số đơn vị/doanh số chứng nhận |
| ----------------------------------------------------------- | ---------- | ----------------------------- |
| Ý (FIMI)                                                    | Gold       | 25.000‡                       |
| Anh Quốc (BPI)                                              | Silver     | 200.000‡                      |
| Hoa Kỳ (RIAA)                                               | Gold       | 500.000‡                      |
| ‡ Chứng nhận dựa theo doanh số tiêu thụ và phát trực tuyến. |            |                               |

## Lịch sử phát hành
| Vùng lãnh thổ | Ngày                     | Định dạng                                   | Hãng         | Ref.   |
| ------------- | ------------------------ | ------------------------------------------- | ------------ | ------ |
| Hoa Kỳ        | Ngày 2 tháng 10 năm 2017 | Đài phát thanh đương đại dành cho người lớn | Warner Bros. | [ 39 ] |
| Hoa Kỳ        | Ngày 3 tháng 10 năm 2017 | Đài phát thanh ăn khách đương đại           | Warner Bros. | [ 1 ]  |